# Minix (beatbokser)
Minix, również Mini, Minixer i Maz,  właśc. Wojciech Kotowicz (ur. 13 lipca 1985) – polski raper, beatbokser i producent muzyczny. Młodszy brat Rahima. Laureat WBW Polish Beatbox Battle 2007. Członek zespołów BzzzT Sound System i Perwer Squad. Współpracował ponadto z takimi wykonawcami jak: Cezet, MeriDialu, Miuosh, Textyl, Żusto & DJ Celownik oraz Projektor.

## Nagrody i wyróżnienia
- 5. miejsce w Mistrzostwach Polski WBW Beatbox Battle 2006[5]
- 1. miejsce w Mistrzostwach Polski WBW Beatbox Battle 2007[6]
- 3. miejsce w Mistrzostwach Polski WBW Beatbox Battle 2008[7]

## Dyskografia
Albumy
- Perwer Squad – Mixtape Vol.1 (2006, MaxFloRec)[8]
- BzzzT Sound System – Ryjstrumental (2009, MaxFloRec)[9]
- Minix – Mini odskocznia (2013, MaxFloRec)

Wyprodukowane utwory
- Pokahontaz – Receptura (2005, Kreska Records/Pomaton EMI, utwór: "Sum-A-Sum-A-Rum")[10]

Występy gościnne
- Rahim – Experyment Psyho (2002, MaxFloRec, utwór: "Brak prądu" gościnnie: MiniX)[11]
- Textyl – Ten sam (2006, nielegal, utwór: "Węzeł" gościnnie: MiniX)[12]
- Projektor – Miraż (2006, MaxFloRec, utwór: "Rzepy" gościnnie: Cichy, MiniX)[13]
- Rahim – DynamoL (2007, MaxFloRec, utwór: "Hmm (Intro)" gościnnie: MiniX)[14]
- Miuosh – Projekcje (2007, MaxFloRec, utwór: "Outro" gościnnie: Bartez, Bobek, Minix, Seban, Zgas)[15]
- MeriDialu – Dekada (2008, RapŁapTo, utwór: "Outro" gościnnie: MiniX)[16]
- Cezet – Styl nastukanego konia (2008, nielegal, utwór: "Ftapyf Team – Intro" gościnnie: Zgas, MiniX, Bobek, Trolu)[17]
- Rahim – Amplifikacja (2010, MaxFloRec, utwory: "Dzisiaj (Vixen Remix)" gościnnie: MiniX, "OTC" gościnnie: MiniX)[18]
- Rahim – Podróże po amplitudzie (2010, MaxFloRec, utwór: "Dzisiaj" gościnnie: MiniX)[19]
- Żusto & DJ Celownik – Same koty (2012, Royal Kat Records, utwór: "Tu i teraz" gościnnie: Mauy, Metrowy, Bu, MiniX, Rufijok)[20]

Kompilacje różnych wykonawców
- Grube jointy 2: karani za nic (2011, 30 Gram, utwór: Rahim, MiniX, Dj Danek – "Intruzi")[21]
- MaxFloRec – Podaj Dalej Vol. 2 (2012, MaxFloRec, utwór: Minix – "Na Tak")